# Dyk
Dyk är svensk släkt med anor från 1500-talet.
Anfadern Anders Nilsson (omnämnd 1559-1596 i jordeboken) bodde i Kulla i Kristbergs socken. Han kallades även Anders i Ask och var "notkung", det vill säga ledare eller fiskeriförman för notdragningen. Sonen Nils, född i Ask socken, antog namnet Dijk, sedermera Dyk, och blev hovpredikant samt senare kyrkoherde i Södra Vi och Djursdala socknar i Linköpings stift. En annan son till Anders Nilsson var trumpetaren Tyres Andersson och en sonson borgmästaren i Linköping Göran Tyrsson Dyk (död 1666), efter vilken Göran Dyks gata i denna stad uppkallats. Ytterligare en sonson var bonden och riksdagsmannen Per Tyrsson i Fågelsrum, Horns socken i Östergötland.